# Floresta (Coronel Fabriciano)
Floresta é um bairro do município brasileiro de Coronel Fabriciano, no interior do estado de Minas Gerais. Localiza-se no distrito Senador Melo Viana, estando situado no Setor 6. Segundo o censo demográfico de 2022, realizado pelo Instituto Brasileiro de Geografia e Estatística (IBGE), sua população era de 2 539 habitantes e havia 912 domicílios particulares permanentes ocupados.
O bairro foi criado com a construção de um conjunto habitacional através do Instituto de Orientação às Cooperativas Habitacionais (Inocoop), em 1983. Sob influência da expansão populacional observada nas regiões ao redor, no mesmo distrito Senador Melo Viana, tornou-se um dos principais núcleos comerciais fora do Centro de Fabriciano, tendo considerável presença de padarias, farmácias e lojas de confecção.

## História
As terras ocupadas atualmente pelo bairro pertenceram originalmente a Salustiano Costa, servindo mais tarde para a construção do conjunto habitacional através do Instituto de Orientação às Cooperativas Habitacionais (Inocoop). As obras do conjunto foram concluídas em janeiro de 1983, recebendo a denominação oficial provisória de Conjunto Habitacional Dez de Julho. Poucos meses depois, um projeto de lei de autoria do então vereador Helvécio Pinto alterou o nome para Floresta (oficialmente Condomínio Habitacional Bairro Floresta), em referência a uma densa mata que existia a oeste do bairro. Na mesma ocasião foi criada a Associação de Moradores do Conjunto Habitacional Bairro Floresta (AMCHF). A expansão populacional observada nas regiões ao redor, no mesmo distrito Senador Melo Viana, associada ao esgotamento de imóveis na região do Centro de Fabriciano, fez com que o bairro se tornasse um dos principais núcleos comerciais fora da área central da cidade.

## Geografia e demografia

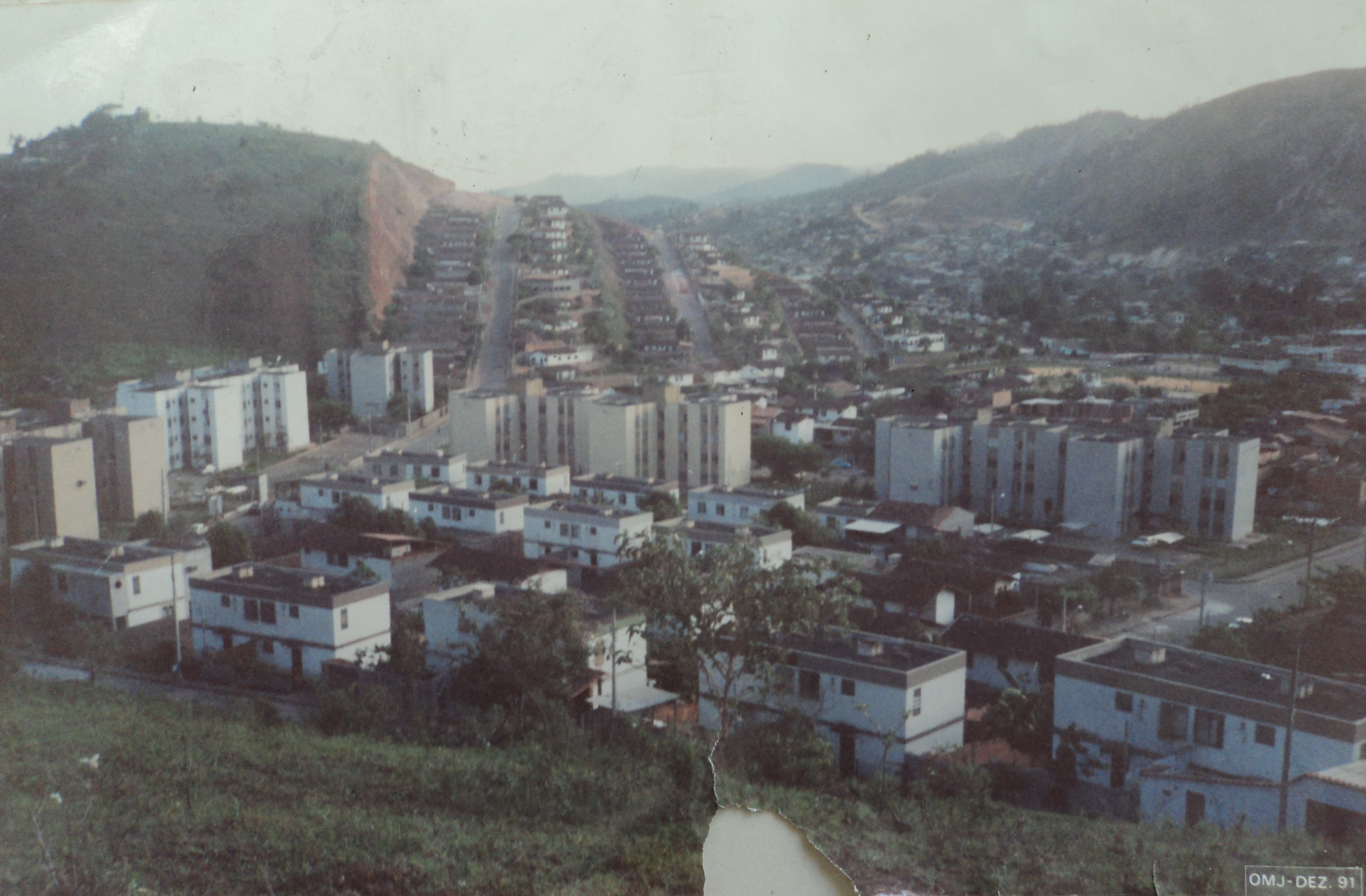
Vista do bairro Floresta em 1991

O bairro Floresta está localizado a norte da zona urbana de Coronel Fabriciano e é banhado pelo ribeirão Caladão, que corta a cidade. O leito apresenta problemas com poluição, assoreamento das margens e erosão. O bairro ocasionalmente é afetado por enchentes relacionadas a entupimento de bueiros nas partes mais baixas, enquanto que nas áreas situadas à beira de encostas ocorrem deslizamentos de terra.
Em 2022, a população foi estimada pelo Instituto Brasileiro de Geografia e Estatística (IBGE) em 2 539 habitantes e havia 912 domicílios particulares permanentes ocupados. Em 2010, havia 2 820 habitantes e 987 domicílios particulares. Apesar do predomínio de residências, o Floresta representa um dos principais núcleos comerciais fora do Centro de Fabriciano, tendo considerável presença de padarias, farmácias e lojas de confecção. Com relação às práticas religiosas, a atuação pastoral católica da Comunidade Nossa Senhora Aparecida abrange o bairro da Gávea e o Floresta, estando subordinada à Paróquia São Francisco Xavier.

## Infraestrutura e lazer

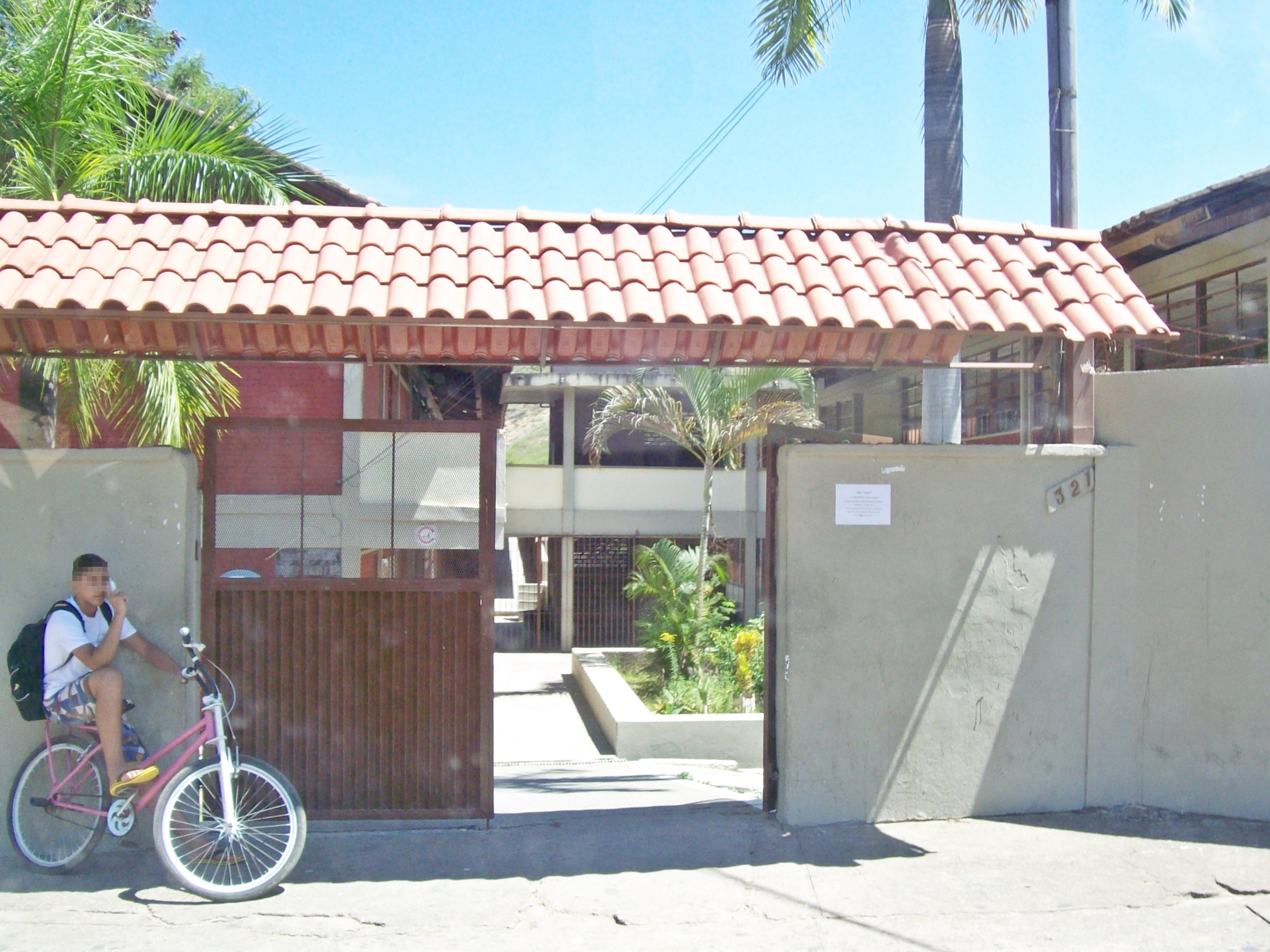
Entrada da E.E. Doutor Perlingeiro de Abreu

Em agosto de 2013, segundo dados da Secretaria Estadual de Educação (SEE), o bairro Floresta possuía um total de quatro instituições de ensino, sendo elas: o Instituto Educacional Neves de Freitas (IENEF), mais conhecido por Centro Educacional Turma do Moranguinho, que é privado e fornece a educação infantil e as séries iniciais do ensino fundamental (1º ao 5º ano); a Creche Rosa de Sarom, que é privada; a Escola Estadual Doutor Perlingeiro de Abreu, que fornece as séries finais do fundamental (6º ao 9º ano) e o ensino médio, além da educação de jovens e adultos (EJA); e a sede da Associação de Pais e Amigos dos Excepcionais (APAE) de Coronel Fabriciano. A E.E. Dr. Geraldo Perlingeiro de Abreu possuía, em 2011, um total de 1 600 alunos e 26 turmas, atendendo à demanda do Floresta e de bairros vizinhos.
O Floresta conta com uma unidade básica de atendimento, que é administrada pela Secretaria Municipal de Saúde e oferece atendimentos e consultas básicas à população e serviços de enfermagem, além de servir como posto de vacina durante campanhas de vacinação. O serviço de abastecimento de água é feito pela Companhia de Saneamento de Minas Gerais (Copasa), enquanto que o serviço de fornecimento de energia elétrica é de responsabilidade da Companhia Energética de Minas Gerais (Cemig), sendo que 100% da população possui acesso à rede elétrica. O núcleo habitacional conta com um Posto Policial Comunitário (PPC), mantido pela Polícia Militar, no entanto são frequentes os registros de assaltos em estabelecimentos comerciais. Há linhas de ônibus do transporte público municipal que atendem ao bairro diretamente ou aos bairros próximos e que passam pelo Floresta.
O Centro Social Urbano do bairro Floresta, situado em área pertencente à Associação de Moradores (AMCHF), possui equipamentos de lazer e quadra esportiva e ao mesmo tempo é o principal palco de festividades do conjunto habitacional. Destacam-se a organização de eventos em comemoração ao aniversário de Coronel Fabriciano, festas juninas, comemorações do dia das crianças, celebrações de Natal e o aniversário do bairro. Ocasionalmente o Centro Social recebe feiras, espetáculos musicais, eventos culturais e campeonatos esportivos.